# Печат Осла
Печат Осла је званични симбол норвешког главног града Осла. Печат са овом симболиком се користи још од 11. века, а задњу стилизацију је имао 1924. године.

## Опис грба
Осло је један од ретких градова у Норвешкој, поред Бергена и Тенсберга, који немају формалну грб, већ уместо тога користе градски печат.
Градски печат Осла показује свеца заштитника града, Светог Халварда са својим атрибутима, са жрвњем и стрелама, те нагим женским ликом под његовим ногама. Он седи на престолу са лављим украсима, који се тада најчешће користио од стране норвешких краљева.
Најстарији познати печат Осла показаје исти састав као данашњи печат, осим људске фигуре заваљене под ногама свеца. У оригиналном печатом, под ногама свега лежи наоружан ратник, један од злих људи који су убили Халварда. Због лошег стања очуваности, слика је погрешно протумачена као жена коју је Халвард покушао да брани. Печат је вероватно направљен око 1300. године, а био је у употреби скоро три века. Након реформације, град је наставио употребу печата са ликом Светог Халварда. 
Други печат Осла датира око 1590. године. Он показује исти основни дизајн, али светац има своје атрибуте у супротном рукама. И на овом грбу се губе звезде и неки други мањи детаљи који су стајали на оригиналном печату. Овај печат је коришћен до око 1660. године. У то време црква Светог Халварда у Ослу постала је рушевина и легенда о овом свецу није више била тако позната. 
Трећи печат Осла, направљен је 1659. године и он задржава основни дизајн као и ранији печати, али светац је приказан у лику женске фигуре. Овај лик и даље држи стрелице и има мртвог витеза који лежи под ногама. Млински камен је постао тањи и више личи на прстен.
Током 18. и почетком 19. века, слика се стално мења. Прстен је приказан као змија која гризе сопствени реп, престо је замењен лавом, а ратник под Халвардовим ногама дефинитивно је постала жена. Од 1854. године, покрећу се иницијативе за прилагођавање тадашњег изгледа грба са традиционалним изгледом. Године 1924. грб је добио садашњи дизајн, али је он и даље са нетачним женским ликом уместо оригиналног ратника, али сада та жена је представљена потпуно нага.